# Srđan Baljak
Srđan Baljak (serbisch-kyrillisch Срђан Баљак; * 25. November 1978 in Belgrad) ist ein ehemaliger serbischer Fußballspieler.

## Karriere
Der Stürmer Baljak begann seine Karriere 1996 beim Partizan Belgrad. Bereits in seinem ersten Jahr bei den Belgradern konnte er sich über den Gewinn der nationalen Meisterschaft freuen. 1999 und 2002 folgten weitere Ligatriumphe. 1998 und 2001 gewann die Mannschaft die serbischen Pokal. In der Saison 2000/01 wurde er an den Zweitligisten Teleoptik Zemun ausgeliehen, einem Farmteam von Partizan. 2002 wechselte er für ein Jahr zum japanischen Erstligisten Consadole Sapporo, mit dem er aus der J. League abstieg. Seit 2003 spielte Baljak beim serbischen Verein Budućnost Banatski Dvor, der sich 2006 mit Proleter Zrenjanin zum Banat Zrenjanin zusammenschloss. Im ersten Jahr nach der Fusion wurde der Verein Achter der serbischen SuperLiga, der Linksfuß Baljak wurde mit 18 Toren Torschützenkönig. Im Juni 2007 unterschrieb er einen Dreijahresvertrag beim deutschen Bundesliga-Absteiger 1. FSV Mainz 05. Dort fand er sich gut ein und war mit sechs Treffern im Jahr 2007/08 zweitbester Angreifer hinter Félix Borja. Im Jahr darauf stieg seine Trefferquote und Baljak kam auf elf Tore; er stieg mit Mainz in die Bundesliga auf. Sein Debüt in Deutschlands höchster Spielklasse gab der Serbe am 5. Spieltag, dem 12. September 2009, gegen Hertha BSC. Bis zur Winterpause der Saison 2009/10 kam der Angreifer auf drei weitere Kurzeinsätze, ohne ein Spiel über die volle Zeit mitgemacht zu haben.
Im Januar 2010 wechselte Baljak zum MSV Duisburg, bei dem er einen Vertrag bis 2012 erhielt. In der Rückrunde kam er in allen Partien zum Einsatz war mit sechs Treffern zudem bester Torschütze seines Teams. Zur Saison 2010/11 wurde Baljak von Trainer Milan Šašić zum neuen MSV-Kapitän ernannt. Am 3. Spieltag erzielte Baljak beide Tore beim 2:1-Heimsieg gegen den TSV 1860 München und somit seinen ersten „Doppelpack“ für den MSV. Im Februar 2012 verlängerte er seinen Vertrag mit dem MSV bis 30. Juni 2013.
Zur Saison 2013/14 wechselte er zu Wormatia Worms. Ein Jahr später verpflichtete ihn der Oberliga-Aufsteiger TSV Schott Mainz. Mit den Mainzern stieg er zum Ende seiner Karriere in der Saison 2016/17 als Oberligameister in die Regionalliga Südwest auf.

## Erfolge

### Verein
- Serbisch-Montenegrinischer Meister mit Partizan Belgrad: 1997, 1999, 2002
- Serbisch-Montenegrinischer Pokalsieger mit Partizan Belgrad: 1998, 2001
- Aufstieg in die 1. Fußball-Bundesliga mit FSV Mainz: 2009

### Individuell
- Torschützenkönig der SuperLiga: 2006/07